# Unkrautstecher

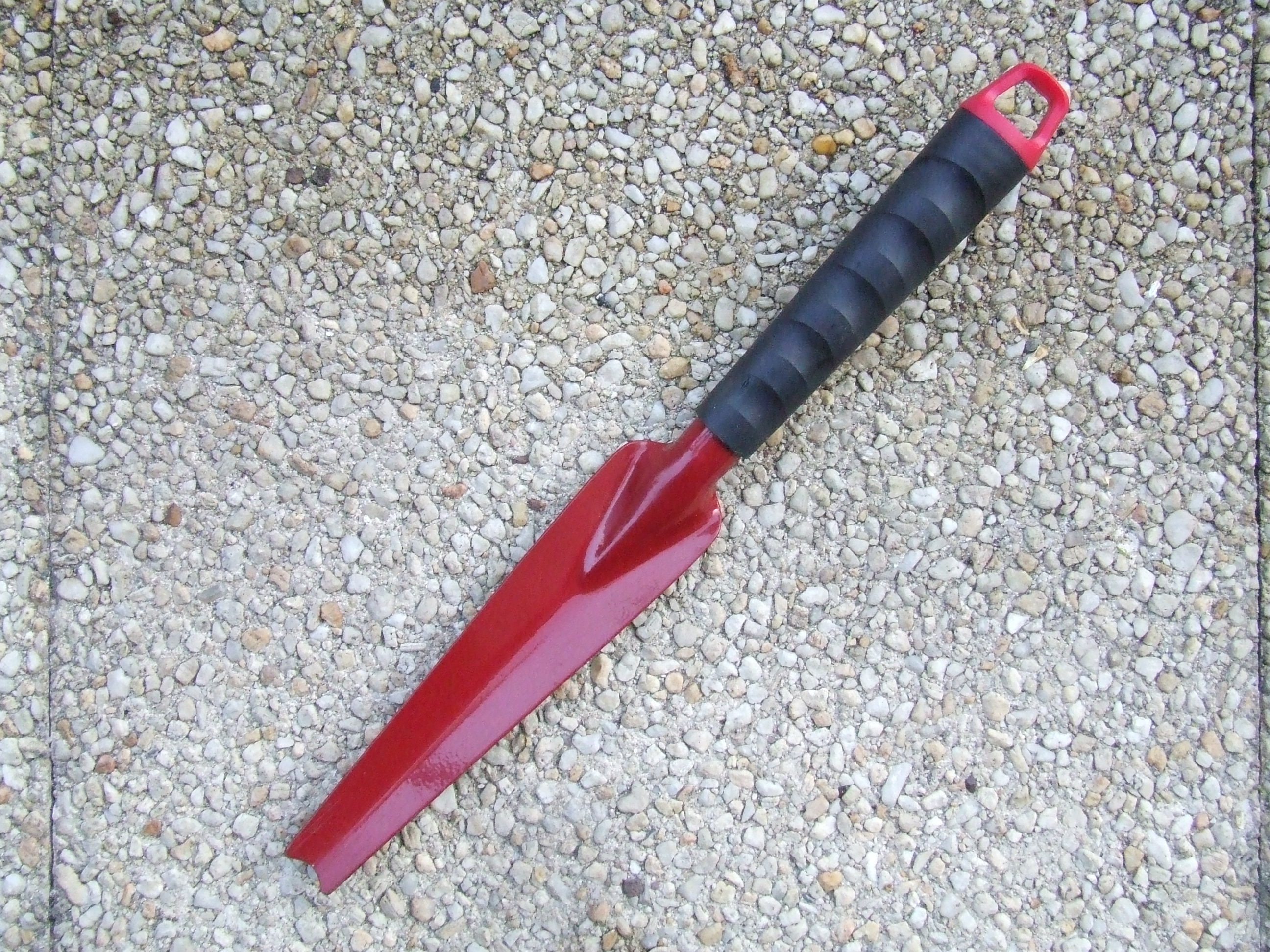
Unkrautstecher

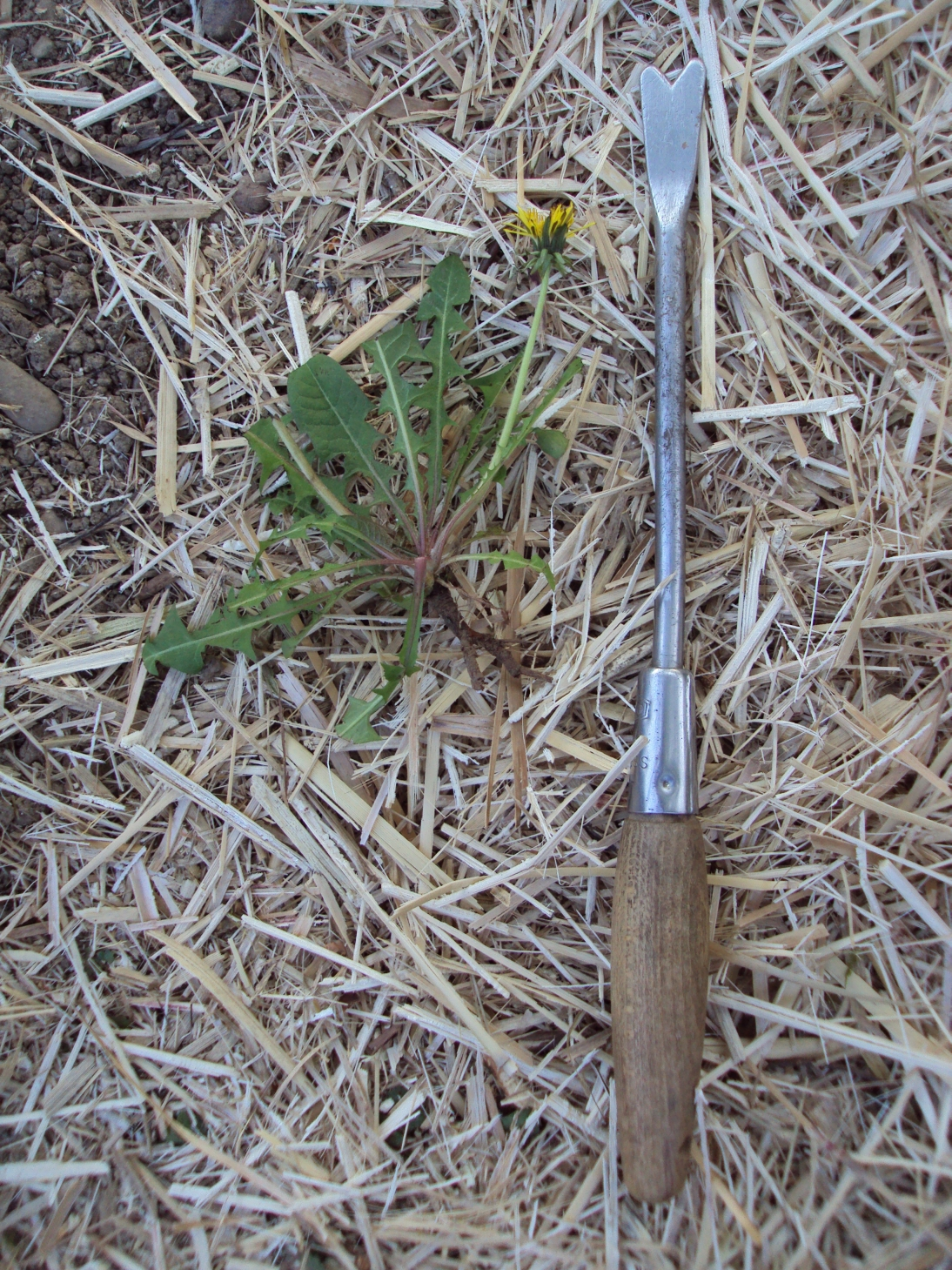
Löwenzahnstecher

Ein Unkrautstecher ist ein Gartengerät, mit dem als Unkraut bezeichnete Pflanzen wie zum Beispiel Disteln, Löwenzahn (Taraxacum), Acker-Kratzdistel, Stumpfblättriger Ampfer oder Staudenknöterich mitsamt Wurzel  von Gartennutzflächen entfernt werden können.
Eine preiswert herzustellende Version (obere Abbildung) besteht aus einem halbrund oder winkelig gebogenen Blech mit einer leicht V-förmigen Spitze und einem Handgriff. Die darunter abgebildete Variante besitzt einen relativ dünnen aber stabilen runden Metallschaft, an dessen Ende sich eine geißfußartige Spitze befindet.
Das Gerät wird senkrecht neben der Pflanze etwa 5 bis 10 cm in den Boden gestochen, durch Hebelwirkung wird die Pfahlwurzel durch die V-förmige Spitze durchtrennt und die Pflanze kann mit Wurzel aus dem Boden gezogen werden.
Geräte, die im Stehen (ohne sich zu bücken) verwendet werden können, haben drei Greifklauen, die durch Fußbetrieb die Unkrautwurzel umschließen und durch Handbetrieb aus dem Boden hebeln lassen.